# SPICA
A SPICA (angolul: Space Infra-Red Telescope for Cosmology and Astrophysics, Infravörös Űrtávcső kozmológiai és asztrofizikai célra) japán infravörös űrtávcső, a sikeres Akari utódja, melynek fejlesztésében, előreláthatóan egy-egy műszer erejéig, a NASA és az ESA is részt vesz. A 2017-ben indítandó műhold elsődleges feladata a csillag- és bolygókeletkezés vizsgálata. A 3,5 méter átmérőjű (a jelenlegi Herschel űrtávcsőéhez hasonló méretű, és szintén ESA által szilícium-karbidból készített) főtükörrel felszerelt Ritchey–Chrétien-rendszerű űrtávcső műszereivel képes megfigyelni az extragalaxisok csillagkeletkezési régióit, a fiatal csillagok körüli protoplanetáris korongokat és nagyobb exobolygókat, utóbbi két feladatban a központi csillag fényét kitakaró koronagráf is segíti. A műszerek 4,5 kelvinre hűtését a tervek szerint nem a hagyományos módon, hűtőközeg elpárologtatásával érik el, így ez a távcső élettartamát nem korlátozza.

## Tervezett műszerei
- SAFARI (SpicA FAR-infrared Instrument, Spica távoli infravörös műszer): 2'×2' látómezejű, a 30-210 mikrométeres távoli infravörös tartományban érzékeny spektrométer, az ESA építi
- MIR Coronagraph: a (3,5-) 2-27 μm-es tartományban érzékeny koronagráf
- MIR Camera and Spectrometer 5-38 μm-es tartományban érzékeny spektrométer és kamera